# Heedfeld

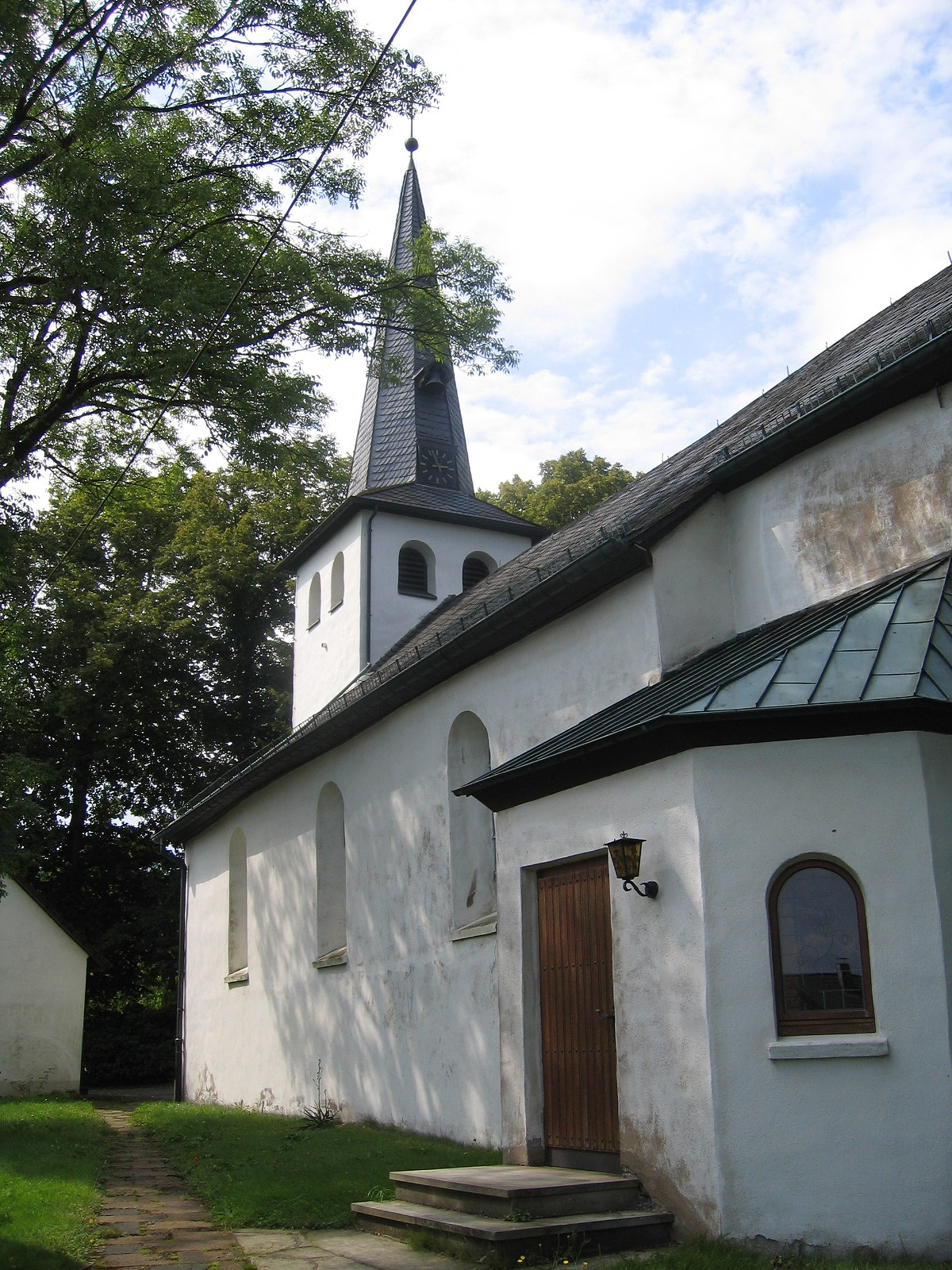
Pfarrkirche

Heedfeld ist ein Ortsteil der Gemeinde Schalksmühle in Nordrhein-Westfalen und gehört zum Märkischen Kreis im westlichen Sauerland. Heedfeld liegt an der Stadtgrenze zur Kreisstadt Lüdenscheid und in Nähe zur Anschlussstelle Lüdenscheid-Nord der Bundesautobahn 45. Zum 1. Juli 2014 hatte Heedfeld 1612 Einwohner.
Mittlerweile bildet Heedfeld mit dem ehemals eigenständigen Ortsteil Eichholz einen geschlossenen Siedlungsbereich. 

## Geschichte
Heedfeld gehörte bis zum 19. Jahrhundert der Midder Bauerschaft des Kirchspiels Hülscheid an. Ab 1816 war der Ort Teil der Gemeinde Hülscheid in der Bürgermeisterei Halver im Kreis Altena, 1818 lebten 72 Einwohner im Ort. Der laut der Ortschafts- und Entfernungs-Tabelle des Regierungs-Bezirks Arnsberg als Kirchdorf, Briefstation und Schulort kategorisierte Ort besaß 1839 unter dem Namen Hedfeld eine Kirche, zwei öffentliche Gebäude, 14 Wohnhäuser, drei Fabrikationsstätten bzw. Mühlen und zehn landwirtschaftliche Gebäude. Zu dieser Zeit lebten 114 Einwohner im Ort, allesamt evangelischen Bekenntnisses.
1844 wurde die Gemeinde Hülscheid mit Heedfeld von dem Amt Halver abgespaltet und dem neu gegründeten Amt Lüdenscheid zugewiesen.
Durch Heedfeld verlief eine Straße vom Rummenohl nach Lüdenscheid, die heutige Landesstraße 561. 1844 wurde die Gemeinde Hülscheid mit Heedfeld von dem Amt Halver abgespaltet und dem neu gegründeten Amt Lüdenscheid zugewiesen.
Der Ort ist auf der Preußischen Uraufnahme von 1840 unter dem Namen Heedfeld verzeichnet. Ab der Preußischen Neuaufnahme von 1892 ist der Ort auf Messtischblättern der TK25 als Heedfeld verzeichnet.
Die Gemeinde- und Gutbezirksstatistik der Provinz Westfalen führt 1871 den Ort als Dorf mit 25 Wohnhäusern und 161 Einwohnern auf.  Das Gemeindelexikon für die Provinz Westfalen gibt 1885 für Heedfeld eine Zahl von 151 Einwohnern an, die in 24 Wohnhäusern lebten. 1895 besitzt der Ort 25 Wohnhäuser mit 156 Einwohnern, 1905 werden 25 Wohnhäuser und 160 Einwohner angegeben.
1969 wurden die Gemeinden Hülscheid und Schalksmühle zur amtsfreien Großgemeinde (Einheitsgemeinde) Schalksmühle im Kreis Altena zusammengeschlossen und Heedfeld gehört seitdem politisch zu Schalksmühle, das 1975 auf Grund des Sauerland/Paderborn-Gesetzes Teil des neu geschaffenen Märkischen Kreises wurde.

## Baudenkmäler
Die evangelische Pfarrkirche in Heedfeld ist eine tonnengewölbte Saalkirche aus dem Jahr 1720 mit verputztem Bruchsteinmauerwerk und dreigeschossigem Turm. Das Baudenkmal mit einem Kanzelaltar aus der Erbauungszeit ist in der Denkmalliste seit dem 15. Dezember 1983 eingetragen.

## Infrastruktur

### Allgemein
Im Nordosten von Heedfeld Richtung Hülscheid wurde vor einigen Jahren ein Discountermarkt sowie eine Bäckerei eröffnet, die zusammen mit einer Tankstelle im Ortskern die Grundversorgung in dem Ortsteil sicherstellen. Ergänzt wird das Angebot durch einen Geldautomaten sowie weitere Dienstleister und Händler. 
In Heedfeld gibt es einen Kindergarten der evangelischen Kirchengemeinde und im angrenzenden Wohngebiet Spormecke gibt es eine Gemeinschaftsgrundschule. Die ärztliche Versorgung ist durch einen Allgemeinmediziner, einer Fachärztin für Kinder- und Jugendmedizin und durch einen Zahnarzt sichergestellt.
Ein seit dem Jahr 1870 zentral gelegenes Gaststättenrestaurant mit seinem Biergarten war bis Ende 2014 ein Treffpunkt zahlreicher ortsansässiger Vereine sowie beliebter Veranstaltungsraum für private und öffentliche Feierlichkeiten.

### Gewerbegebiet
In den letzten Jahren entstand im Südosten von Heedfeld Richtung Freisenberg ein gemeinsames Gewerbegebiet mit der Kreisstadt Lüdenscheid. Dort haben sich viele kleinere und größere Betriebe niedergelassen. Vor allem die Nähe zur Autobahn und nach Lüdenscheid wird als großer Standortvorteil für das Gewerbegebiet angesehen. Deshalb wurden bis März 2012 alle Grundstücke des neuen Gewerbegebietes Heedfeld auf dem Grund der Stadt Schalksmühle (mehr als 60 000 Quadratmeter reine Gewerbefläche (ohne Verkehrsflächen und ähnlichem mitgezählt)) an insgesamt sieben Firmen verkauft. Zwei jeweils rund 4000 Quadratmeter große Optionsflächen haben sich bereits zwei dort ansässige Firmen gesichert. Derzeit laufen die Überlegungen, nach der Schaffung neuer Gewerbeflächen.
Am 6. Februar 2013 erschien ein Bericht in den Lüdenscheider Nachrichten, dass ein weiteres Lüdenscheider Unternehmen sich im interkommunalen Gewerbegebiet von Heedfeld ansiedeln will. Das Unternehmen will rund sechs Millionen Euro in einen 6000 Quadratmeter großen Neubau investieren, zuzüglich weiterer Investitionen in neue Maschinen. Aufgrund fehlender Erweiterungsmöglichkeiten am bisherigen Standort in Lüdenscheid-Brügge habe sich das Unternehmen um ein neues geeignetes Grundstück bemüht und dieses dann in Heedfeld gefunden. Erweiterungen am neuen Standort in Heedfeld seien lt. dem Unternehmen ebenfalls möglich.

### Neubaugebiet „Am Golfplatz“
Das Neubaugebiet „Am Golfplatz“ mit zahlreichen Einfamilienhäusern erstreckt sich in Richtung des Schalksmühler Ortsteils Amphop. Durch die Nähe zur Autobahn A 45 sowie zur Kreisstadt Lüdenscheid und aufgrund der landschaftlich grünen Umgebung haben sich viele Familien mit Kindern in diesem neuentstandenen Teil von Heedfeld niedergelassen. Direkt neben der Neubausiedlung erstreckt sich ein weitläufiger Golfplatz.

### Sport
Der in Heedfeld beheimatete TuS Linscheid Heedfeld e. V. ist am 1. Januar 1914 gegründet worden und feiert im Jahr 2014 das 100-jährige Vereinsjubiläum. Neben Volleyball und Handball sowie einer Fußballabteilung bietet der Verein Kurse für Kinder und Erwachsene im Bereich des Freizeit-, Familien- und Breitensports an. 
Am 3. Februar 2014 beschloss der Bau- und Planungsausschuss der Gemeinde Schalksmühle den Bau einer neuen Sportanlage, von dem insbesondere die Vereine TuS Linscheid Heedfeld sowie TuS Stöcken-Dahlebrück profitieren. So entsteht im an Heedfeld grenzenden Gebiet Kuhlenhagen ein Kunstrasensportplatz mit einer neuen Zuschauertribüne für insgesamt rund 765.000 Euro.

## Verkehrsanbindung

### Busverkehr
Die Anbindung des Stadtteils an den Öffentlichen Personennahverkehr erfolgt durch die Buslinien 49, 87, 88, 89 und N4 (Nachtbuslinie) der Märkischen Verkehrsgesellschaft (MVG). 
Wichtige Bushaltestellen in dem Stadtteil sind: „Heedfeld“, „Amphop“ und „Gewerbegebiet Heedfeld“.

### Straßenverkehr
Heedfeld liegt an der Landesstraße 561 Die Anbindung an das Bundesautobahnnetz erfolgt über die nahegelegene Abfahrt Nr. 13 Lüdenscheid-Nord der A 45. 

## Belege
1. ↑   Gemeinde Schalksmühle: Gemeindeinfo (Memento des Originals vom 4. Februar 2012 im Internet Archive)  Info: Der Archivlink wurde automatisch eingesetzt und noch nicht geprüft. Bitte prüfe Original- und Archivlink gemäß Anleitung und entferne dann diesen Hinweis., abgerufen am 6. November 2014
2. 1 2  Johann Georg von Viebahn: Ortschafts- und Entfernungs-Tabelle des Regierungs-Bezirks Arnsberg, nach der bestehenden Landeseintheilung geordnet, mit Angabe der früheren Gebiete und Aemter, der Pfarr- und Schulsprengel und topographischen Nachrichten. Ritter, Arnsberg 1841.
3. ↑  Königliches Statistisches Bureau Preußen (Hrsg.): Die Gemeinden und Gutsbezirke des Preussischen Staats und ihre Bevölkerung. Die Provinz Westfalen, Nr. IX. Berlin 1874.
4. ↑  Königliches Statistisches Bureau (Preußen) (Hrsg.): Gemeindelexikon für die Provinz Westfalen, Auf Grund der Materialien der Volkszählung vom 1. Dezember 1885 und andere amtlicher Quellen, (Gemeindelexikon für das Königreich Preußen, Band X), Berlin 1887.
5. ↑  Königliches Statistisches Bureau (Preußen) (Hrsg.): Gemeindelexikon für die Provinz Westfalen, Auf Grund der Materialien der Volkszählung vom 1. Dezember 1895 und andere amtlicher Quellen, (Gemeindelexikon für das Königreich Preußen, Band X), Berlin 1897.
6. ↑  Königliches Statistisches Bureau (Preußen) (Hrsg.): Gemeindelexikon für die Provinz Westfalen, Auf Grund der Materialien der Volkszählung vom 1. Dezember 1905 und andere amtlicher Quellen, (Gemeindelexikon für das Königreich Preußen, Band X), Berlin 1909.
7. ↑  Website der Gemeinde Schalksmühle (Seite nicht mehr abrufbar, festgestellt im April 2018. Suche in Webarchiven)  Info: Der Link wurde automatisch als defekt markiert. Bitte prüfe den Link gemäß Anleitung und entferne dann diesen Hinweis.
8. ↑  Artikel aus den Lüdenscheider Nachrichten vom 25. November 2014: Peter Sandmann schließt Gaststätte zum Jahresende.
9. ↑  Artikel aus den Lüdenscheider Nachrichten vom 7. April 2011: "Gewerbegebiet "Heedfeld-Süd" in Lüdenscheid"
10. ↑  Artikel aus den Lüdenscheider Nachrichten vom 13. April 2011: "Weitere Firmen kommen in das Gewerbegebiet"
11. ↑  Artikel aus den Lüdenscheider Nachrichten vom 8. März 2012: "Gewerbegrundstücke verkauft"
12. ↑  Artikel aus den Lüdenscheider Nachrichten vom 6. Februar 2013: "Dawedeit investiert in neuen Standort" (Seite nicht mehr abrufbar, festgestellt im Juni 2025. Suche in Webarchiven)  Info: Der Link wurde automatisch als defekt markiert. Bitte prüfe den Link gemäß Anleitung und entferne dann diesen Hinweis.
13. ↑  Grünes Licht für den Kunstrasen, Lüdenscheider Nachrichten vom 5. Februar 2014